# Прапор Шацького району
Пра́пор Ша́цького райо́ну затверджений 7 лютого 2007 року сесією Шацької районної ради п'ятого скликання. Автор проекту прапора  — А. Гречило.

## Опис
Прямокутне полотнище із співвідношенням сторін 2:3 складається з трьох рівношироких горизонтальних смуг — червоної, зеленої та синьої; на червоній смузі біля древка білий хрест (розмах рамен дорівнює 1/4 висоти прапора); зелена та синя смуги розділені хвилясто.